# Frontera entre Bolivia y Paraguay

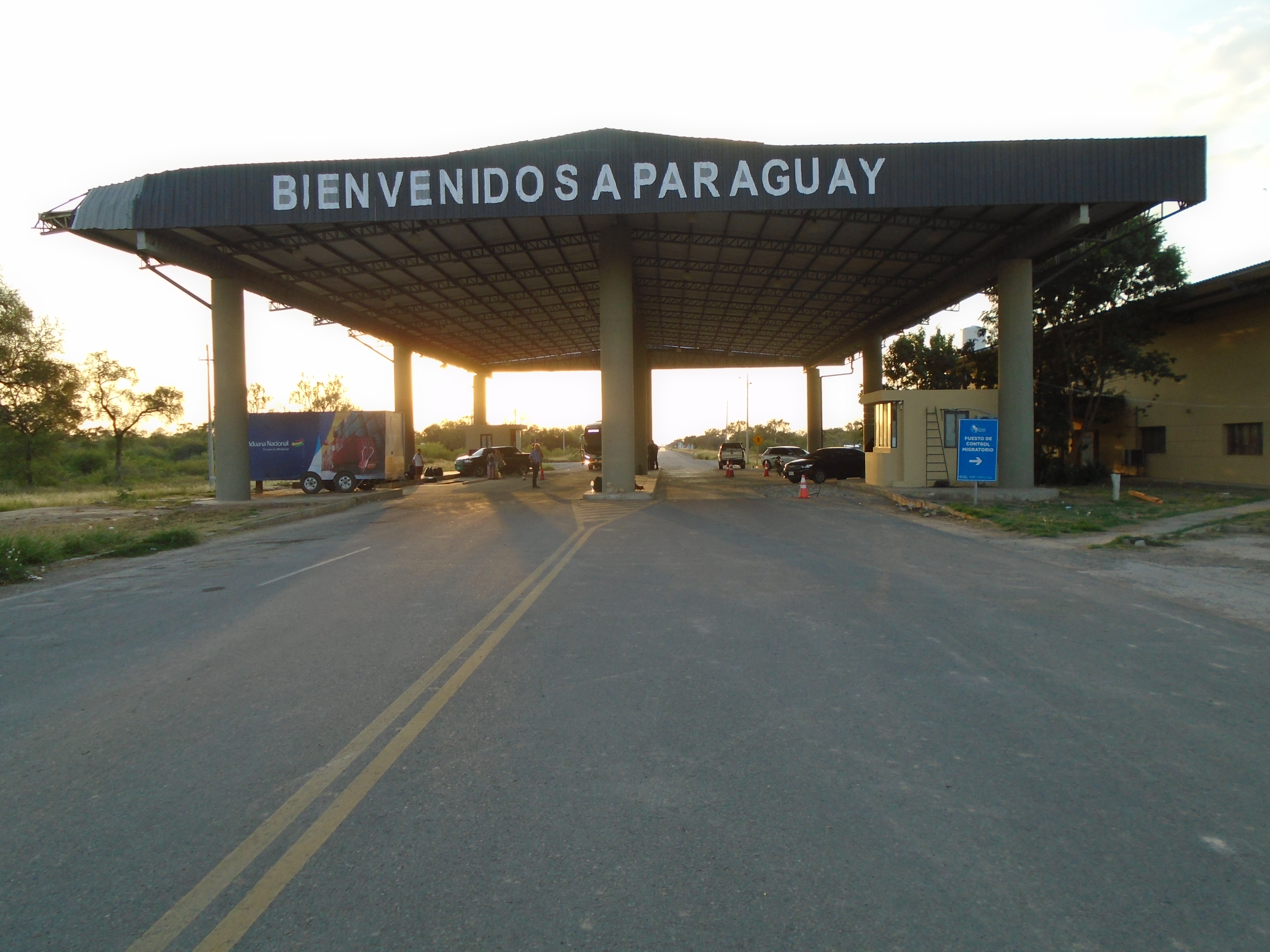
La frontera entre Bolivia y Paraguay, en el final de la Ruta 9 (desvío al puesto fronterizo Infante Rivarola-Ibibobo), en el final de la Ruta 11, visto desde el lado Boliviano.

La frontera entre Bolivia y Paraguay es el límite de 742 km de longitud que separa los territorios de Bolivia y Paraguay.
Se extiende desde la triple frontera de Argentina, Bolivia y Paraguay (cerca del pueblo de La Esmeralda en el río Pilcomayo) en dirección norte-noreste hacia la cumbre del cerro Capitán Ustares, donde gira hacia el este, hasta la localidad de Fortín Galpón, en el que sigue una línea al sur con el río Paraguay, donde termina en los límites triples de Bolivia, Brasil y Paraguay.
Está demarcada por 11 marcadores (Hito I a Hito X más el hito tripartito). Los marcadores I a X están conectados entre sí por líneas rectas, el hito X está conectado al terminal tripartito por un curso de agua. La mayoría de estos tienen nombre, y están cerca de un destacamento militar en el lado paraguayo.
Hay un puesto fronterizo próximo a la localidad paraguaya de Infante Rivarola.
El actual trazado de la frontera existe desde 1938 y fue establecida por un tratado concluido en Buenos Aires después del final de la guerra del Chaco (1932-1935) entre ambos países.